# Museu Antropológico do Rio Grande do Sul
O Museu Antropológico do Rio Grande do Sul (MARS) é um museu brasileiro localizado em Porto Alegre. É um órgão da Secretaria da Cultura do Estado do Rio Grande do Sul.

## História
A história do museu inicia em 1977, quando Joaquim Paulo de Almeida Amorim, diretor do Departamento de Assuntos Culturais da Secretaria de Educação e Cultura, criou uma comissão para organizar um museu de Antropologia, composta pelo professor e historiador Moacyr Flores, pela antropóloga Ione Medeiros e pela professora Ana Maria Cabral, que logo receberam a colaboração dos arqueólogos Fernando La Salvia e Alexis Acauan Borloz, mais Lia Fernandes Sisson e Vanessa Dutra de Barcelos. No início de 1978 os trabalhos já estavam adiantados, já eram organizadas excursões para coleta de material para o acervo, e em março o primeiro Regimento Interno estava pronto.
O museu foi criado pelo Decreto nº 26.932 de 20 de abril de 1978, publicado em 24 de abril no Diário Oficial. Oficialmente a motivação para sua criação foi a lacuna existente nos estudos antropológicos no estado, pretendendo ser um ativo centro de pesquisa e educação. Em 1979 La Salvia assumiu a direção, organizando diversas saídas a campo para coleta de artefatos arqueológicos dos povos indígenas pré-coloniais do noroeste do estado. Essa atividade foi o resultado da associação do museu com o Projeto Salvamento Arqueológico Uruguai, exigido pela Eletrosul como condição para a construção de um sistema de usinas hidrelétricas no rio Uruguai. As peças coletadas pelo museu deram origem à importante Coleção Alto Uruguai e suas pesquisas foram a base de um estudo científico muito influente, Cerâmica Guarani, publicado por La Salvia e José Brochado.

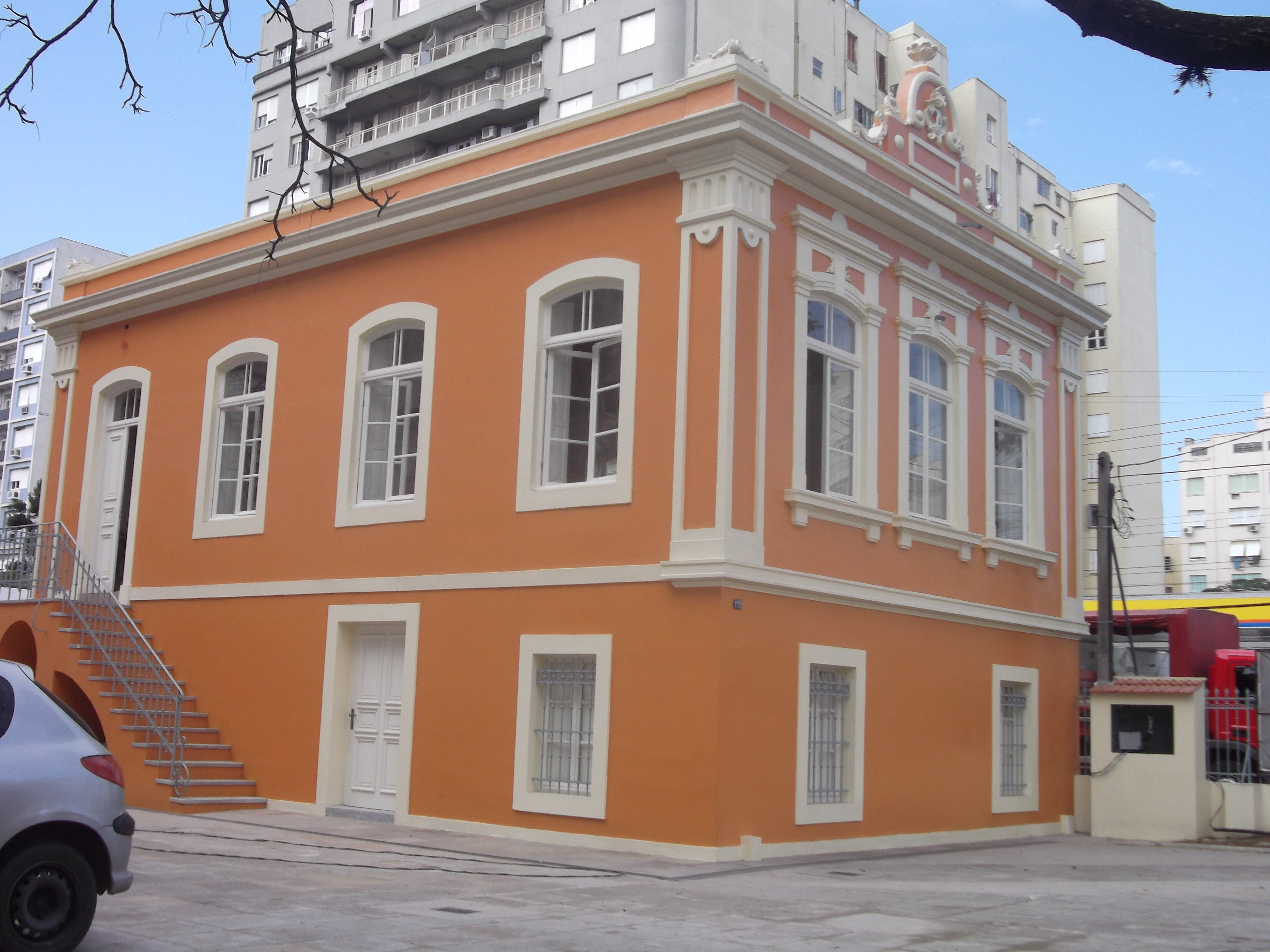
A sede temporária na Avenida João Pessoa

Um dos principais problemas do museu é a ausência de uma sede própria. Ao longo de sua história já passou por vários locais emprestados ou alugados. Ao ser inaugurado estava em uma casa alugada na Rua Guilherme Schell nº 60. Em 1984 mudou-se para a Avenida Venâncio Aires nº 278, mas foi despejado em 1993, sendo transferido para o prédio do Departamento de Assuntos Culturais da Secretaria na Rua Carlos Chagas nº 55. Dali foi transferido em 1996 para salas alugadas no 10º andar do Edifício Santa Cruz, na Rua dos Andradas nº 1234. Em  29 de outubro de 2000 os setores administrativos e exposições foram instalados na casa onde funcionou o Grupo Escolar Luciana de Abreu, na Avenida João Pessoa nº 1110, abrindo ao público em dezembro de 2002, mas a casa é pequena e a Reserva Técnica e a Biblioteca permaneceram no Edifício Santa Cruz. Foi apresentado um projeto de ampliação, mas a casa é imóvel tombado e o projeto não foi aprovado. Desta maneira, em 2005 os setores administrativos foram movidos outra vez para o prédio histórico do Memorial do Rio Grande do Sul, na Rua Sete de Setembro nº 1020, onde são montadas suas exposições em salas emprestadas. Essa divisão criou um significativo problema operacional.
Seu Regimento Interno foi atualizado pela Portaria Sedac nº 0037, de 31 de maio de 2013, e seu Plano Museológico foi adotado em 2022. Em 2023 lançou sua plataforma na internet, disponibilizando informações históricas e técnicas e imagens de peças do acervo.

## Acervo
O acervo do museu é composto por cerca de 43 mil itens, adquiridos por coleta direta, doações e compra, incluindo artefatos arqueológicos e indígenas, fotografias, gravações, filmes, objetos e documentos que testemunham a diversidade cultural do estado. Em 2014 recebeu uma grande doação de artefatos indígenas do Museu de Ciências e Tecnologia da Pontifícia Universidade Católica do Rio Grande do Sul, e em 2017 incorporou o acervo do extinto Instituto Gaúcho de Tradição e Folclore. Sua Biblioteca João José Planella preserva um acervo de cerca de 2 mil títulos nas áreas de Antropologia, Arqueologia, História, Literatura e Sociologia.

## Atividades
O museu se auto-define como uma instituição pública sem fins lucrativos, "constituída para servir à sociedade e ao seu desenvolvimento, assim como para o fortalecimento da democracia e da diversidade social e cultural. É uma instituição aberta ao público, que pesquisa, adquire, preserva, conserva, gere, comunica e expõe acervo de conhecimento antropológico, patrimônio etnológico e arqueológico, com fins de promover ações de Educação Museal e divulgação científica, por meio da sustentabilidade, reconhecendo e valorizando a diversidade cultural presente no território do estado".
Sua missão é "produzir, sistematizar, apoiar e divulgar conhecimento antropológico acerca da formação social e da diversidade cultural no âmbito do estado do Rio Grande do Sul, assim como salvaguardar os bens culturais e suportes etnográficos relacionados a este campo de saber e às memórias coletivas que os sustentam, por meio de ações de pesquisa, comunicação, educação e acervo". Sua estrutura compreende a Direção, Conselho Consultivo, Comissão de Acervo e os setores de Projetos e Pesquisas, Administração e Documentação, Acervos e Museografia, e Comunicação e Ação Educativa.
O museu tem muita dificuldade para funcionar. Os espaços que ocupa não são adequados, a equipe é pequena e as verbas são sempre escassas. Apesar disso, desempenha um significativo papel cultural. Além de montar mostras bem recebidas pelo público — que recuperam a história e a contribuição do negro, do indígena, da mulher, do operário, do imigrante, LGBT+ e outros grupos na construção da cultura, da política e da sociedade —, o museu promove publicações, ações educativas, cursos, seminários, palestras e sessões de vídeo e cinema, e atua em parcerias com outras instituições científicas e culturais para variados projetos de pesquisa e extensão.
Em 2018, comemorando seus 40 anos, foi programada a exposição Museu Antropológico do Rio Grande do Sul (1978-2018): 40 anos pesquisando a diversidade étnica, com objetos arqueológicos e etnográficos, maquetes e peças do cotidiano, recebendo grande visitação.